# RYO NISHIKIDO LIVE TOUR 2024 "NOMADOFNOWHERE"
『RYO NISHIKIDO LIVE TOUR 2024 "NOMADOFNOWHERE"』（リョー ニシキド ライブ ツアー 2024 ノマドオブナウヒアー）は、2024年2月17日から同年4月13日にかけて開催された錦戸亮のライブツアー。『錦戸亮 LIVE TOUR 2024 "NOMADOFNOWHERE"』（にしきどりょう ライブ ツアー 2024 ノマドオブナウヒアー）のタイトルで、2025年1月29日にNOMAD RECORDSから6枚目のライブBlu-ray/DVDとして発売された。

## 概要

### ライブツアー
- 本ツアーは、2024年2月17日から4月13日[注 2]にかけて全国10か所14公演で開催されたホールツアーである[12][10][11]。
- 前回のツアー『RYO NISHIKIDO Fan Club Tour 2023 "Untitled"』から約3か月振り、ソロ名義では7度目となるライブツアーである[15]。
- 本ツアーの開催は、前述の『Untitled』ツアーの初日公演にて発表された[16][17][18][19][20]。
- 本ツアーでは、ソロデビュー5周年を目前に控えたツアーでもあるため、関ジャニ∞時代のソロ・ユニット曲やグループ曲から、独立後当初の楽曲や本ツアーで初披露となる新曲まで、錦戸のこれまでのキャリアを総括するような幅広い選曲の全20曲が披露された[12][10][11]。
- 本ツアーのタイトルにある「NOMADOFNOWHERE」という単語は、「GODISNOWHERE」というアメリカの教会の横にある看板が由来である[15]。
  - 錦戸いわく、あえてスペースを入れないことで、「GOD IS NOWHERE（神はどこにもいない）」なのか「GOD IS NOW HERE（神は今ここにいる）」なのか、どこで区切るかで両極端の違う意味の熟語になるということが好きだったため、本ツアーでも使用したという[15]。
  - なお、このタイトルの付け方は「いつか使えたら」と以前から考えていたという[15]。
- 本ツアーでは初めて、自身のファンクラブ「NFC」のプレミアム会員先行限定の権利「アップグレードチケット」制度が導入された[21]。
  - この制度は、公演チケットの当選者のみが申し込みできる権利であり、追加料金を支払うことにより、1階席の前から10列目程度[注 3]の座席位置を保証するものである[21]。
  - また、当日の特典として1枚のチケットにつき「おまけ」が1つプレゼントされた[21]。

### 映像作品
- 前作『錦戸亮 LIVE TOUR 2022 "Nocturnal"』から約1年3か月ぶりのリリース。
- 本作は特別仕様Untitled盤、初回限定盤、通常盤（各Blu-ray/DVD）の6形態で発売。
- 本作には、2024年4月13日に開催された、千秋楽である東京・LINE CUBE SHIBUYA公演の模様を収録[13]。
- 特別仕様Untitled盤・初回限定盤には特典Blu-ray/DVDを付属。
  - 特別仕様Untitled盤には、ファンクラブ限定ライブツアー『RYO NISHIKIDO Fan Club Tour 2023 "Untitled"』東京・Zepp Haneda公演（2023年11月1日開催）の模様および同ツアーのドキュメンタリームービーや全公演のMC集、同ツアーの千秋楽である東京・Zepp Haneda公演（同年11月16日開催）のダイジェスト映像を収録[13]。
  - 初回限定盤には、本ツアーのドキュメンタリームービーや全公演のMC集、本ツアーの初日である神奈川・よこすか芸術劇場公演（2024年2月17日開催）のダイジェスト映像を収録[13]。
- 特別仕様Untitled盤・通常盤には特典CDを付属。
  - 特別仕様Untitled盤には、『RYO NISHIKIDO Fan Club Tour 2023 "Untitled" ライブアルバムCD』として、前述のツアー『Untitled』の収録公演のライブ音源を収録[13]。
  - 通常盤には、『RYO NISHIKIDO LIVE TOUR 2024 "NOMADOFNOWHERE" ライブアルバムCD』として、本作の収録公演のライブ音源を収録[13]。
- 本作の発売を記念し、ローソンおよびHMVとのスペシャルコラボ企画が実施された[22]。
  - 全国のHMVまたはHMV&BOOKSの実店舗とHMV&BOOKS online、さらに全国のローソンの店頭にあるLoppi端末で本作を購入すると、@Loppi・HMV限定特典として「印字サイン入りブロマイド3枚セット」が付属された[22]。
  - 2025年1月28日より、HMV全店で配布されているフリーペーパー『the music & movie master』の「錦戸亮special issue版」（表面3種、裏面共通1種）が発行され、本作のいずれかの形態を購入すると、3種のうち1冊付属した[22]。
  - 2025年1月28日から2月3日にかけて、全国のHMV6店舗にてパネル展および購入者対象のパネルプレゼント企画が実施された[22]。
  - 2025年1月28日から2月17日にかけて、全国のHMV6店舗にて本ツアーおよび『錦戸亮 A-LIVE "歌葬"』のライブグッズが一部販売された[22]。
  - 2025年1月28日から2月3日にかけて、HMV&BOOKS SHIBUYAにて錦戸のライブ衣装が展示された[22]。
  - 2025年1月28日から2月3日にかけて、全国のローソンおよびHMVの店舗にて、錦戸のコメントと楽曲「I'm an Osakan」が放送された[22]。

#### 各形態概要
| 特典内容                                                           | 形態               |
| ------------------------------------------------------------------ | ------------------ |
| 特典Blu-ray/DVD（詳細は「#特別仕様Untitled盤（特典映像）」を参照） | 特別仕様Untitled盤 |
| 特典CD（詳細は「#特別仕様Untitled盤（特典CD）」を参照）            | 特別仕様Untitled盤 |
| フォトブック                                                       | 特別仕様Untitled盤 |
| 特典Blu-ray/DVD（詳細は「#初回限定盤」を参照）                     | 初回限定盤         |
| ポストカード                                                       | 初回限定盤         |
| 特典CD（詳細は「#通常盤」を参照）                                  | 通常盤             |

| 特典内容                                        | 販売店                                 |
| ----------------------------------------------- | -------------------------------------- |
| ラバーキーホルダー（形態別絵柄）                | オフィシャルストア（HMV&BOOKS online） |
| ブロマイド（@Loppi・HMV限定絵柄、3枚セット1種） | Loppi・HMV                             |
| クリアファイル（タワーレコード限定絵柄、1種）   | タワーレコード                         |
| 限定配送パック                                  | 楽天ブックス                           |
| ステッカー3種（形態別絵柄）                     | 上記以外の販売店                       |

## ツアーの経緯

### 2023年
- 10月24日、前回のツアー『RYO NISHIKIDO Fan Club Tour 2023 "Untitled"』の初日公演にて、本ツアーの開催が発表された[16][17][18][19][20]。
- 10月27日、本ツアーの日程が発表された[25]。
- 11月7日、本ツアーにて「アップグレードチケット」制度の導入が発表された[21]。

### 2024年
- 1月26日、本ツアーの追加公演および千秋楽公演として、同年4月13日の東京・LINE CUBE SHIBUYA公演の開催が発表された[14]。さらに、『HMV&BOOKS online』にて、本ツアーのライブグッズの事前販売が開始された[26][27]。
- 2月15日、本ツアーのライブグッズのラインナップが公開された[28]。
- 4月13日、本ツアーの千秋楽である東京・LINE CUBE SHIBUYA公演が開催され、「生前葬」と称した次のライブツアー『錦戸亮 A-LIVE "歌葬"』の開催を発表した[29][12][10][11]。
- 11月3日、本ツアーが6thライブBlu-ray/DVD『錦戸亮 LIVE TOUR 2024 "NOMADOFNOWHERE"』として発売されることが発表された[13]。
- 11月18日、本作の予約受付が開始され、ローソン・HMVとのコラボキャンペーンとしてオフィシャルストア特典付き商品が発売されることが発表された[30][31]。
- 11月28日、本作の特設サイトが開設され、トレイラー映像やオフィシャルストアおよび各販売店での購入者特典の詳細が公開された[23]。
- 12月5日、本作のトレイラー映像やオフィシャルストアおよび各販売店での購入者特典のイメージ画像が公開された[24]。

### 2025年
- 1月27日 - 2月2日、本作の発売を記念し、西武新宿駅前のユニカビジョンにて、「錦戸亮特集」として本ツアーの「バナナジュース」「アイスクリーム」「I'm an Osakan」のライブ映像がフルサイズで放映された[32]。
- 1月28日、「アイスクリーム」の本作の本編ライブ映像が公開された[33]。
- 1月28日より、HMVのフリーペーパー『the music & movie master』の「錦戸亮special issue版」（表面3種、裏面共通1種）が発行され、本作のいずれかの形態を購入すると、3種のうち1冊付属した[22]。
- 1月28日 - 2月3日
  - 全国のHMV6店舗にてパネル展および購入者対象のパネルプレゼント企画が実施された[22]。
  - HMV&BOOKS SHIBUYAにて錦戸のライブ衣装が展示された[22]。
  - 全国のローソンおよびHMVの店舗にて、錦戸のコメントと楽曲「I'm an Osakan」が放送された[22]。
- 1月28日 - 2月17日、全国のHMV6店舗にて本ツアーおよび『錦戸亮 A-LIVE "歌葬"』のライブグッズが一部販売された[22]。
- 1月29日、本ツアーのライブ映像やドキュメンタリームービー、MC集、ライブCD、前ツアー『Untitled』の模様などを収録した6thライブBlu-ray/DVD『錦戸亮 LIVE TOUR 2024 "NOMADOFNOWHERE"』が発売された[13]。
- 4月9日、赤西仁とのYouTubeチャンネル『NO GOOD TV』の開設5周年と、赤西との共同プロジェクト・N/Aとしてのアリーナツアー『N/A LIVE 2025 "THE MAN IN THE ARENA"』の開催を記念し、本作より「ノマド」のライブ映像が『NO GOOD TV』にて公開された[34]。

## 公演日程
| 年     | 月  | 日   | 開演時間 | 会場                                          |
| ------ | --- | ---- | -------- | --------------------------------------------- |
| 2024年 | 2月 | 17日 | 17:30    | よこすか芸術劇場 大劇場（神奈川県）           |
| 2024年 | 2月 | 18日 | 16:30    | よこすか芸術劇場 大劇場（神奈川県）           |
| 2024年 | 2月 | 23日 | 18:00    | 福岡市民会館（福岡県）                        |
| 2024年 | 2月 | 28日 | 18:30    | LINE CUBE SHIBUYA（東京都）                   |
| 2024年 | 2月 | 29日 | 18:30    | LINE CUBE SHIBUYA（東京都）                   |
| 2024年 | 3月 | 2日  | 17:30    | 仙台サンプラザホール（宮城県）                |
| 2024年 | 3月 | 9日  | 17:00    | 名古屋国際会議場 センチュリーホール（愛知県） |
| 2024年 | 3月 | 10日 | 17:30    | 府中の森芸術劇場 どりーむホール（東京都）     |
| 2024年 | 3月 | 23日 | 17:30    | オリックス劇場（大阪府）                      |
| 2024年 | 3月 | 24日 | 16:30    | オリックス劇場（大阪府）                      |
| 2024年 | 3月 | 30日 | 17:30    | 神戸国際会館 こくさいホール（兵庫県）         |
| 2024年 | 3月 | 31日 | 17:30    | ロームシアター京都 メインホール（京都府）     |
| 2024年 | 4月 | 7日  | 17:30    | さいたま市文化センター（埼玉県）              |
| 2024年 | 4月 | 13日 | 17:30    | LINE CUBE SHIBUYA（東京都）                   |

## 販売形態
- 発売日：2025年1月29日
  - 特別仕様Untitled盤（NOMAD-041：3Blu-ray+CD）
    - 特典CD：『RYO NISHIKIDO Fan Club Tour 2023 "Untitled" ライブアルバムCD』封入。
    - フォトブック封入。

  - 特別仕様Untitled盤（NOMAD-042：3DVD+CD）
    - 特典CD：『RYO NISHIKIDO Fan Club Tour 2023 "Untitled" ライブアルバムCD』封入。
    - フォトブック封入。

  - 初回限定盤（NOMAD-043：2Blu-ray）
    - ポストカード封入。

  - 初回限定盤（NOMAD-044：2DVD）
    - ポストカード封入。

  - 通常盤（NOMAD-045：Blu-ray+CD）
    - 特典CD：『RYO NISHIKIDO LIVE TOUR 2024 "NOMADOFNOWHERE" ライブアルバムCD』封入。

  - 通常盤（NOMAD-046：DVD+CD）
    - 特典CD：『RYO NISHIKIDO LIVE TOUR 2024 "NOMADOFNOWHERE" ライブアルバムCD』封入。

## チャート成績
- オリコンチャート
  - 2025年1月28日付の「オリコンデイリー ミュージックDVDランキング」で初登場1位を獲得した[1]。
  - 2025年1月28日付の「オリコンデイリー DVDランキング」で初登場1位を獲得した[2]。
  - 2025年1月28日付の「オリコンデイリー Blu-rayランキング」で初登場3位を獲得した[3]。
  - 初週8,754枚を売り上げ、2025年2月10日付の「オリコン週間 ミュージックDVD・Blu-rayランキング」で週間1位を獲得した[4][5]。
    - 同チャートで自身初となる1位獲得となった[5]。

  - 初週2,493枚を売り上げ、2025年2月10日付の「オリコン週間 ミュージックDVDランキング」で週間1位を獲得した[6]。
  - 初週6,261枚を売り上げ、2025年2月10日付の「オリコン週間 ミュージックBlu-rayランキング」で週間1位を獲得した[7]。
  - 初週2,493枚を売り上げ、2025年2月10日付の「オリコン週間 DVDランキング」で週間1位を獲得した[8][5]。
  - 初週6,261枚を売り上げ、2025年2月10日付の「オリコン週間 Blu-rayランキング」で週間3位を獲得した[9]。

## 収録内容

### 本編映像（セットリスト）
1. Silence
2. ツキノハナシ
3. オールドスクール
4. アイスクリーム
5. キッチン
6. ロードムービー
7. アンブレラ
8. Shabby
9. Good time
10. スケアクロウ

〈MC〉
1. 懐メロ
2. コノ世界ニサヨウナラ
3. 罰ゲーム
4. ラストノート
5. バナナジュース
6. Tokyoholic
7. I'm an Osakan
8. ノマド

〈アンコール〉
1. I don't understand
2. オモイデドロボー

### 特典映像

#### 特別仕様Untitled盤（特典映像）
| #         | タイトル                                | 作詞  | 作曲・編曲 | 時間 |
| --------- | --------------------------------------- | ----- | ---------- | ---- |
| 1.        | 「Your WURLITZER」                      |       |            | 2:11 |
| 2.        | 「code」                                |       |            | 3:35 |
| 3.        | 「スケアクロウ」                        |       |            | 4:17 |
| 4.        | 「Tokyoholic」                          |       |            | 3:35 |
| 5.        | 「バナナジュース」                      |       |            | 3:43 |
| 6.        | 「ハイボール」                          |       |            | 3:59 |
| 7.        | 「コノ世界ニサヨウナラ」                |       |            | 5:43 |
| 8.        | 「Half Down」                           |       |            | 4:34 |
| 9.        | 「ノクターナルアニマルズ」              |       |            | 3:32 |
| 10.       | 「ヒトメボレ」                          |       |            | 4:13 |
| 11.       | 「Traffic」                             |       |            | 4:13 |
| 12.       | 「I'm an Osakan」                       |       |            | 4:15 |
| 13.       | 「ホンキートンクラプソディ chapter 2.」 |       |            | 4:50 |
| 14.       | 「ラストノート」                        |       |            | 4:00 |
| 15.       | 「ロードムービー」                      |       |            | 4:45 |
| 16.       | 「オモイデドロボー」(アンコール)        |       |            | 5:07 |
| 合計時間: | 合計時間:                               | 93:41 |            |      |

| #         | タイトル                                    | 作詞   | 作曲・編曲 | 時間  |
| --------- | ------------------------------------------- | ------ | ---------- | ----- |
| 1.        | 「"Untitled" Documentary Movie」            |        |            | 44:16 |
| 2.        | 「"Untitled" 全公演MC Collection」          |        |            | 43:43 |
| 3.        | 「"Untitled" ツアー最終日ダイジェスト映像」 |        |            | 38:24 |
| 合計時間: | 合計時間:                                   | 126:23 |            |       |

#### 初回限定盤
| #         | タイトル                                        | 作詞   | 作曲・編曲 | 時間  |
| --------- | ----------------------------------------------- | ------ | ---------- | ----- |
| 1.        | 「"NOMADOFNOWHERE" Documentary Movie」          |        |            | 44:54 |
| 2.        | 「"NOMADOFNOWHERE" 全公演MC Collection」        |        |            | 35:20 |
| 3.        | 「"NOMADOFNOWHERE" ツアー初日ダイジェスト映像」 |        |            | 33:49 |
| 合計時間: | 合計時間:                                       | 114:03 |            |       |

### 特典CD

#### 特別仕様Untitled盤（特典CD）
1. RYO NISHIKIDO Fan Club Tour 2023 "Untitled" ライブアルバムCD

#### 通常盤
1. RYO NISHIKIDO LIVE TOUR 2024 "NOMADOFNOWHERE" ライブアルバムCD

## 演出
以前は、「アルバムを聴いて、曲を知っている状態でライブに来るのが良い」と思っていたが、仮にツアーの途中でアルバムをリリース場合、「アルバムを聴かずにライブで初めて聴く」または「アルバムを聴いた状態でライブを観に行く」という選択ができるため、「初聴きがライブでも良くないか？」とも考えられるようになったという。目の前で、生音で最初に聴くことも贅沢である一方、「観客が初聴きで一言一句言葉や意味が分かるように自身が歌うことは難しい」とも考えており、新曲に関しては、「歌詞が分かったほうが良いだろう」と、歌詞を映像の一環として流したという。
本ツアーは、フジテレビ系木曜劇場『Re:リベンジ-欲望の果てに-』の撮影と並行してツアーを行っていたため、千秋楽である2024年4月13日の東京・LINE CUBE SHIBUYA公演などでは、ドラマの撮影を終えてから会場入りしたという。
本ツアーでは、関ジャニ∞（当時）時代に安田章大とのユニット曲および共作曲「アイスクリーム」が独立後およびソロバージョンとして初披露された。発売当時のツアーで安田と披露した時と同様にハンドマイクでの歌唱となった。なお、本ツアーではライブグッズとしてアイスクリーム型のペンライトも販売しており、客席のアイスクリーム型のペンライトがカラフルに輝き、楽曲のポップな世界を彩る演出となっていた。
千秋楽公演である2024年4月13日の東京・LINE CUBE SHIBUYA公演のライブ中盤のMCでは、前述の「アイスクリーム」を共作した同ユニットの相方である安田が、当日の会場であるLINE CUBE SHIBUYAと同じ渋谷区にあるPARCO劇場で同日に主演舞台『あのよこのよ』を上演していることから、安田から公演前に「亮もがんばってね」というメッセージをもらったことを明かした。
本ツアーのMCでは、各会場で当日にファンから募集した質問や悩み相談を箱からランダムにピックアップして錦戸が応えるコーナーを実施した。
中盤では、本ツアーで初披露となる新曲「懐メロ」が披露された。同曲は1990年代の邦ロック仕立てのメロディに、一般的な曲の構成をそのまま歌詞に乗せた、いわゆる「メタな作り」の楽曲となっている。
関ジャニ∞時代に横山裕とのユニット曲だった「バナナジュース」では、前回のツアー『RYO NISHIKIDO Fan Club Tour 2023 "Untitled"』と同様に錦戸がサックスの演奏を披露した。
関ジャニ∞時代に制作したグループの楽曲「Tokyoholic」と前回のツアー『Untitled』で初披露となった「I'm an Osakan」では、それぞれの楽曲にちなみ、スクリーンに東京と大阪の街並みが映し出され、サウンドと映像の対比が楽しめる演出となっていた。
アンコールで披露された「I don't understand」は、当初は弾き語りバージョンで披露していたが、途中で錦戸が歌詞を間違えてしまうハプニングが起こったため、錦戸はギターを持たずに即興でバンドメンバーに演奏を頼み、バンドバージョンで改めて披露された。

## グッズ
※出典を参照。
| グッズタイトル                       | 価格      |
| ------------------------------------ | --------- |
| ツアーTシャツ（M・L）                | 各3,600円 |
| OSAKAN Tシャツ（M・L）               | 各3,600円 |
| ロングスリーブTシャツ                | 4,800円   |
| フーディー（M・L・XL）               | 各6,500円 |
| フェイスタオル                       | 2,300円   |
| キャップ                             | 3,500円   |
| ガジェットポーチ                     | 2,000円   |
| トートバッグ（A・B）                 | 各2,900円 |
| ランチトートバッグ                   | 4,400円   |
| パーティーサングラス                 | 1,200円   |
| ペンライト                           | 3,900円   |
| クリアファイル                       | 900円     |
| フォトセット（#018・#019）           | 各600円   |
| バッグチャーム（黒・白）             | 各1,500円 |
| ラバーバンド（各日程限定色）         | 各600円   |
| チャーム（各日程限定色）             | 各800円   |
| サイリウム                           | 600円     |
| 錦戸くじ（ランダム、第一弾・第二弾） | 各500円   |
| アイスTシャツ（M・L）                | 各3,600円 |
| 錦戸バッジ（ランダム、全5種）        | 各700円   |
| 錦戸マスク                           | 1,500円   |
| フォトセット（#020・#021）           | 各600円   |
| フリークシール                       | 800円     |

- 大阪・オリックス劇場公演（2024年3月23日）より、新しいグッズ4種が追加ラインナップされた[37]。
- 神奈川・神戸国際会館公演（2024年3月30日）より、『フリークシール』が追加ラインナップされた[38]。
- 『錦戸くじ』の販売スケジュールは以下の通り[39]。
  - 第1弾：愛知・名古屋国際会議場公演（2024年3月9日）まで。
  - 第2弾：東京・府中の森芸術劇場公演（2024年3月10日）から。

### 各日程限定グッズ
『ラバーバンド』と『チャーム』は、公演日程ごとの限定色を販売。
2024年1月26日より開始された『HMV&BOOKS online』での事前販売では、会場販売には無い通販限定色が販売された。
| 公演日 | 公演日 | 色             | 会場                             |
| ------ | ------ | -------------- | -------------------------------- |
| 2月    | 17日   | チョコレート   | よこすか芸術劇場（神奈川県）     |
| 2月    | 18日   | 抹茶           | よこすか芸術劇場（神奈川県）     |
| 2月    | 23日   | 紅芋           | 福岡市民会館（福岡県）           |
| 2月    | 28日   | チョコミント   | LINE CUBE SHIBUYA（東京都）      |
| 2月    | 29日   | キャラメル     | LINE CUBE SHIBUYA（東京都）      |
| 3月    | 2日    | 黒胡麻         | 仙台サンプラザホール（宮城県）   |
| 3月    | 9日    | レモン         | 名古屋国際会議場（愛知県）       |
| 3月    | 10日   | ラズベリー     | 府中の森芸術劇場（東京都）       |
| 3月    | 23日   | グレープ       | オリックス劇場（大阪府）         |
| 3月    | 24日   | オレンジ       | オリックス劇場（大阪府）         |
| 3月    | 30日   | ソーダフロート | 神戸国際会館（兵庫県）           |
| 3月    | 31日   | バニラ         | ロームシアター京都（京都府）     |
| 4月    | 7日    | カフェオレ     | さいたま市文化センター（埼玉県） |
| 4月    | 13日   | いちごみるく   | LINE CUBE SHIBUYA（東京都）      |

### HMV&BOOKS onlineでの販売
本ツアーのライブグッズの通信販売は、自身のオフィシャルストアからではなく、『HMV&BOOKS online』にて販売された。
- 1月26日、本ツアーのライブグッズの事前販売が開始された[26][27]。
- 3月5日、本ツアーのライブグッズのうち、計10点の追加アイテムの販売が開始された[43]。
- 3月15日、『トートバッグA』と『ランチトート』の再受注販売が開始された[44]。
- 3月20日、一部売り切れ商品の販売が再開された[44]。
- 3月27日、『アイスTシャツ（M・L）』の受注販売が開始された[45]。
- 4月16日、一部商品の追加販売が開始された[46]。

| 販売開始日 | グッズタイトル             |
| ---------- | -------------------------- |
| 1月26日    | ツアーTシャツ（M・L）      |
| 1月26日    | フェイスタオル             |
| 1月26日    | チャーム（通販限定色）     |
| 1月26日    | ラバーバンド（通販限定色） |
| 3月5日     | OSAKAN Tシャツ（M・L）     |
| 3月5日     | ロングスリーブTシャツ      |
| 3月5日     | キャップ                   |
| 3月5日     | トートバッグ（A・B）       |
| 3月5日     | ランチトートバッグ         |
| 3月5日     | パーティーサングラス       |
| 3月5日     | ペンライト                 |
| 3月5日     | クリアファイル             |
| 3月5日     | フォトセット（#018・#019） |
| 3月5日     | サイリウム                 |
| 3月27日    | アイスTシャツ（M・L）      |

### グッズ制作
前回のツアー『Untitled』で4thアルバムの制作と本ツアーの開催の発表をしたが、本ツアーの具体的な企画よりも先にツアーグッズを先に作り始めたという。これは、「ホラーっぽいグッズが作れたら可愛いだろうな」というところからアルバム制作やツアーの準備が始まった2022年のライブツアー『RYO NISHIKIDO LIVE TOUR 2022 "Nocturnal"』の時と同じ手法だという。
錦戸は「これ、いるかなぁ、まぁギリ買わんかな」という自分が家に置いておきたくなるような「可愛くてくだらないグッズ」を作りたいと考えており、錦戸いわくそういった「ちょっとくだらないもの」は家に置くと楽しいため、錦戸自身もそういったものを買ってしまうという。